# Borówka wysoka

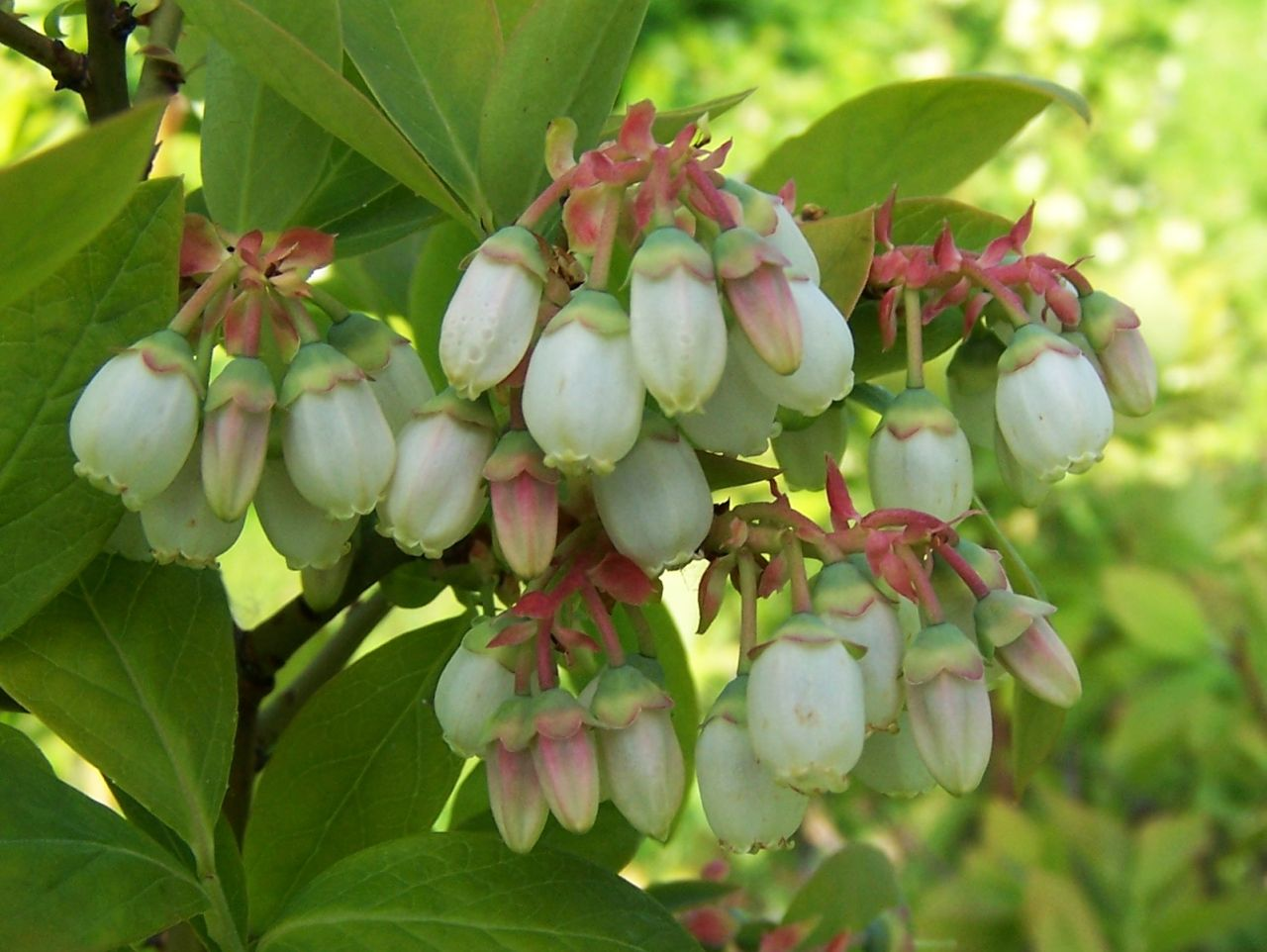
Kwiaty

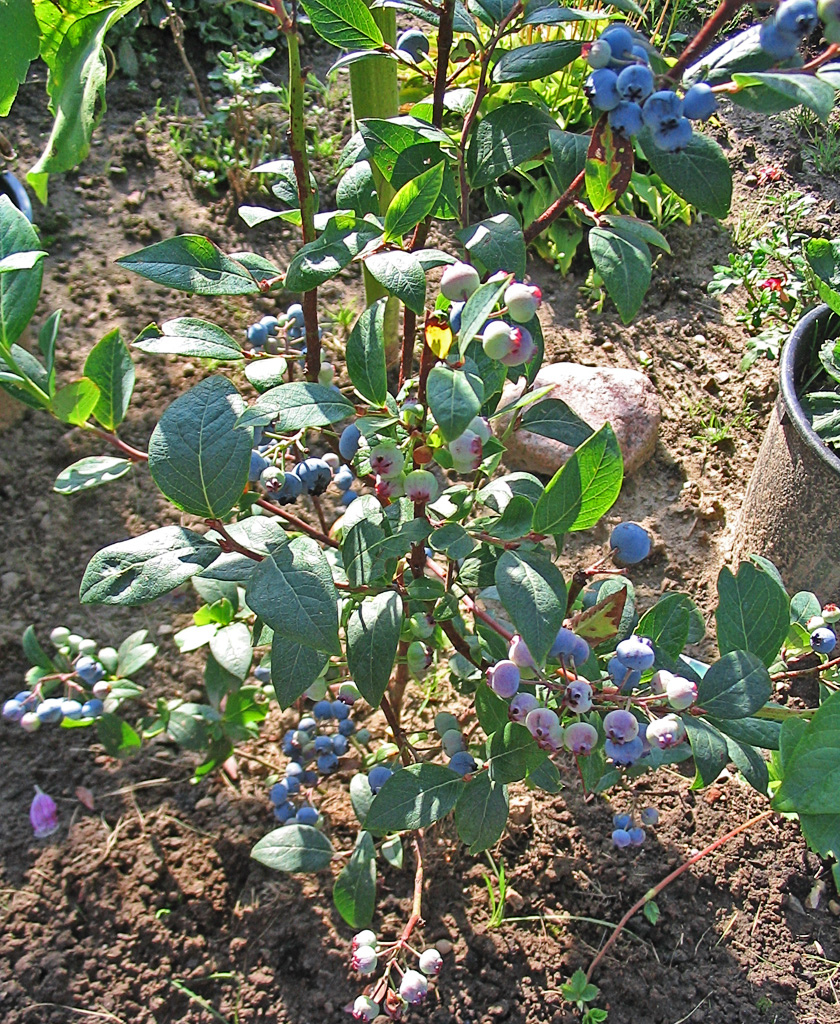
Pokrój

Borówka wysoka, niebieska jagoda, znana też pod potoczną nazwą borówka amerykańska (Vaccinium corymbosum L.) – gatunek rośliny wieloletniej z rodziny wrzosowatych (Ericaceae). Pochodzi z Ameryki Północnej, ale rozprzestrzenił się w naturalnym środowisku także w Japonii, Nowej Zelandii i w niektórych rejonach Europy (Wielka Brytania, Holandia). Stwierdzony jako zdziczały został także w Polsce w lasach bagiennych i na torfowiskach na ziemi lubuskiej. Jest uprawiany w wielu krajach. W Polsce w 1999 na 350 ha zbierano plon w wysokości ok. 800 t.

## Morfologia
PokrójKrzew dorastający do 2,5 m wysokości.
PędyPędy silnie rozgałęziające się. Pączki kwiatowe powstają w szczytowych partiach zarówno krótkopędów, jak i długopędów.
LiścieEliptyczne, całobrzegie, skórzaste, całobrzegie (u niektórych odmian płytko ząbkowane).
KwiatyZebrane w grona. Korona dzwonkowata, biała, białozielona lub różowa. Kwitnie od kwietnia do maja, kwiaty zapylane są przez pszczoły i trzmiele. Działki kielicha są trwałe, zrośnięte z zalążnią.
OwoceTypu jagody pozornej. Dojrzewają od połowy lipca do września. Są dużo większe od owoców borówki czarnej, podobne w smaku, lecz pozbawione brudzącego soku.
KorzeńOprócz korzeni głównych posiada bardzo dobrze rozwinięty system drobnych korzeni, które w początkowej swojej fazie wzrostu pełnią rolę włośników (u roślin wrzosowatych brak na ogół włośników).

## Skład chemiczny i wartość odżywcza
W 100 g owoców borówki znajdują się:
- woda: 84%
- węglowodany: 14,5 g
  - w tym błonnik: 2,4[7]–3,5[8]
- tłuszcze: 0,4[8]–0,7[7] g
- białka: 0,6 g
- kalorie: 57 kcal

Ponadto owoce borówki są bardzo bogate w związki bioaktywne. Zawartość witaminy C wynosi średnio 10 mg, co stanowi około 1/3 dziennej ilości zapotrzebowania przez człowieka. Pozostałe witaminy obecne na poziomie istotnym to: witamina B1 (0,04 mg), witamina B2 (0,04 mg), witamina B3 (0,42 mg), kwas pantotenowy (0,12 mg), witamina B6 (0,05 mg), kwas foliowy (6,00 μg), witamina A (54,00 UI), witamina E (0,57 ATE).
Badania wykazują, że owoce borówki są bardzo dobrym źródłem polifenoli, których działanie przeciwzapalne, antykancerogenne oraz przeciwdziałające chorobom układu krążenia jest udowodnione. Całkowita zawartość polifenoli w jagodach waha się od 48 do 304 mg / 100 g świeżej masy owoców (tj. do 0,3%) i zależy od odmiany, warunków wzrostu oraz dojrzałości. Z polifenoli obecnych w jagodach stwierdzono dużą zawartość flawonoidów, procyjanidyn, flawonoli (kempferol, kwercetyna, mirycetyna), oraz kwasów fenolowych (głównie kwasy hydroksycynamonowe) oraz pochodne stylbenów.

## Zastosowanie
Kulinaria. Owoce są smaczne i mają dużą wartość odżywczą. Są bogate w cukry, kwasy mineralne, sole mineralne, pektyny, witaminy. Nadają się do spożycia na surowo jako owoc deserowy, jak również na przetwory.

## Odmiany
- Bluecrop – bardzo plenna, o dużych, winno-słodkich owocach pokrytych niebieskim nalotem, zebranych w długie grona. Ma średnią porę dojrzewania. Najpopularniejsza z odmian borówki wysokiej w Polsce. Wyhodowana w ramach amerykańskiego programu hodowlanego w 1934[13] i wyselekcjonowana w 1941 roku w Stanach Zjednoczonych[14].
- Blueray – plenna, o dużych, winno-słodkich owocach zebranych w długie i dość gęste grona. Ma średnią porę dojrzewania.
- Bluetta – średnio plenna, o średniej wielkości, winnosłodkich, aromatycznych owocach zebranych w luźne, małe grona. Odmiana wczesna.
- Darrow – bardzo plenna, o bardzo dużych, lekko spłaszczonych, winno-słodkich owocach zebranych w luźne, nieduże grona. Odmiana późna, w zimne lata lub przy wczesnej jesieni duża część owoców może nie dojrzeć.
- Duke – jedna z najwcześniej dojrzewających odmian, skórka mocna, odmiana dobrze znosząca transport. Wyhodowana w USA w 1986 roku[15].
- Herbert – bardzo plenna, o dużych, lekko spłaszczonych, słodko-kwaskowatych owocach zebranych w luźne, duże grona. Jest dość późna.
- Jersey – plenna, o średniej wielkości winno-słodkich owocach zebranych w duże, luźne grona. Jest dość późna. Cechuje ją duża wytrzymałość na mróz.
- Patriot – bardzo plenna, o bardzo dużych, spłaszczonych, niebieskich o owocach z silnym nalotem woskowym. Owocuje w drugiej połowie lipca. Toleruje cięższe gleby. Wymaga silnego cięcia.
- Sunrise – o dużych, spłaszczonych, jasnoniebieskich i smacznych owocach o delikatnym miąższu. Jest plenna, owoce dojrzewają w drugiej połowie lipca.
- Weymouth – średnio plenna, o średniej wielkości, przeciętnym smaku owocach zebranych w luźne, średniej wielkości grona. Jest bardzo wczesna (owoce dojrzewają już połowie lipca).

## Uprawa
Historia uprawyJest na dużą skalę uprawiana w Ameryce Północnej, szczególnie w USA, gdzie od początku XX wieku wyhodowano liczne odmiany uprawne. Jej uprawa na skalę towarową jest prowadzona tylko w kilkunastu krajach świata. Według danych FAO całkowita produkcja w latach 2002–2007 wynosiła średniorocznie około 245 tys. ton. Ponad połowę, 128 tys. ton zbierano w USA, 76 tys. ton w Kanadzie, a na trzecim miejscu w produkcji światowej była Polska z ilością 18 tys. ton. Oprócz wymienionych krajów borówkę na skalę towarową uprawia się jeszcze w Rumunii, na Ukrainie, w Holandii, Rosji, na Litwie, w Nowej Zelandii, we Włoszech i Francji. Pozostałe kraje produkują mniej niż tysiąc ton rocznie. Liczne odmiany uprawne powstały nie tylko z samej borówki wysokiej, ale również w wyniku krzyżowań b. wysokiej z Vaccinium australe i V. angustifolium. Pierwsze uprawy w Polsce zostały założone w 1975, kiedy to Centrala Spółdzielni Ogrodniczych zakupiła sadzonki różnych odmian w Holandii. Były to niewielkie areały należące do Szkoły Głównej Gospodarstwa Wiejskiego, Zakładu Sadowniczego w Albigowej, Spółdzielni Kółek Rolniczych w Kuryłówce oraz spółdzielni ogrodniczej w Cetuli (początkowo planowano pierwsze nasadzenia na terenach SGGW w Woli Prażmowskiej i u rolników indywidualnych w Zaradawie). Wyniki tych pierwszych upraw i dalsze perspektywy omawiano na XIX Międzynarodowym Kongresie Ogrodniczym w Warszawie.
WymaganiaMa bardzo duże wymagania jeśli chodzi o rodzaj gleby. Wymaga gleby bardzo kwaśnej, o pH 4–5, a nawet 3,5–4 (oznaczane w KCl). Gleba musi być próchniczna, a optymalna zawartość próchnicy wynosi 3,5% i więcej. Najlepsze są gleby z torfu kwaśnego. Na glebach lekkich niezbędne jest nawadnianie. Jednak woda z naturalnych zbiorników przeważnie nie nadaje się do tego celu ze względu na zbyt wysoki odczyn i musi być zakwaszana. Poziom wody gruntowej w ciągu całego okresu wegetacji powinien być utrzymywany na głębokości 35–60 cm. Roślina wytrzymuje mrozy do –25 °C Przy –30 °C mogą przemarzać cieńsze pędy, a nawet całe części rośliny wystające ponad warstwę śniegu. Wiosenne przymrozki mogą zniszczyć część kwiatów.
Przygotowanie podłoża i sadzenieW warunkach uprawy amatorskiej należy pod każdą sadzonkę wybrać dół o głębokości ok. 40 cm, szerokości 50 cm i wypełnić go mieszanką gleby z torfem kwaśnym. Na plantacjach wybiera się głębokie bruzdy i wypełnia je mieszanką gleby z trocinami i korą. Sadzonki sadzi się w rozstawie 3 × 1 m.
PielęgnacjaPo zasadzeniu przycina się pędy na wysokość kilku oczek ponad ziemią. Glebę w rzędach należy odchwaszczać ręcznie, między rzędami można mechanicznie. Wskazane jest ściółkowanie rzędów trocinami lub korą. Zmniejsza to parowanie wody, wzbogaca glebę w próchnicę (po pewnym czasie, gdy kora i trociny zgniją) oraz zwiększa jej kwasowość. Przez pierwsze kilka lat po zasadzeniu usuwa się tylko pędy przemarznięte i uschnięte. Po 3–4 latach należy usuwać również najstarsze bardzo drobne gałązki i skracać pędy bardzo wysokie. Po 7–8 latach należy wykonać silniejsze cięcie, nie cięte rośliny mają bowiem skłonność do naprzemiennego obfitego owocowania co 2 lata.
NawożenieDo nawożenia używa się wyłącznie nawozów kwaśnych. Każdej wiosny należy nawozić siarczanem potasu w ilości 50–60 kg na 1 ha siarczanem amonu w ilości 60–80 kg na 1 ha. Nie należy stosować nawozów fosforowych, gdyż wnoszą one do gleby wapń.
| Składnik nawozowy | Dawka [kg/ha] | Forma nawozu                                |
| ----------------- | ------------- | ------------------------------------------- |
| Azot – N          | 30–50         | Siarczan amonu, Saletra amonowa             |
| Potas – K2O       | 50–75         | Siarczan potasu, Kalimagnezja, Sól potasowa |
| Fosfor – P2O5     | 30–60         | Superfosfat, Fosforan amonowy               |
| Magnez – MgO      | 20–80         | Siarczan magnezu                            |

Terminy zbiorówW Europie sezon borówkowy trwa od lutego do listopada i cechuje się dużą zmiennością ze względu na poszczególne kraje. W Polsce borówki zbiera się od lipca do września. Z kolei w innych krajach przedstawia się to następująco: Holandia: czerwiec - sierpień; Wielka Brytania, Ukraina: lipiec - wrzesień; Rumunia, Niemcy: czerwiec - sierpień; Serbia, Włochy, Portugalia: maj - sierpień; Hiszpania: luty - czerwiec. Poza Europą dużo borówki amerykańskiej produkuje się w Maroku (sezon od grudnia do czerwca), Chile (listopad - luty), Peru (sierpień - grudzień) oraz w RPA (sierpień - grudzień).
Choroby
- wirusowe: cętkowana plamistość liści borówki wysokiej, czerwona pierścieniowa plamistość borówki wysokiej, mozaika borówki wysokiej, mozaikowa rozetowatość brzoskwini na borówce wysokiej, nitkowatość borówki wysokiej, oparzelina borówki wysokiej, pierścieniowa plamistość tytoniu na borówce wysokiej, szok borówki wysokiej
- bakteryjne i wywołane przez fitoplazmy: karłowatość borówki wysokiej, miotlastość borówki wysokiej
- wywołane przez lęgniowce i grzyby: antraknoza borówki wysokiej, biała plamistość liści borówki wysokiej, brunatna plamistość borówki wysokiej, brunatna zgnilizna borówki wysokiej, guzowatość pędów borówki wysokiej, szara pleśń borówki wysokiej, zgnilizna korzeni borówki wysokiej i żurawiny, zgorzel pędów borówki wysokiej, zamieranie pędów borówki wysokiej[20].